# Federazione calcistica del Guatemala
La Federazione calcistica del Guatemala, ufficialmente Federación Nacional de Fútbol de Guatemala (FENAFUTG), fondata nel 1919, è il massimo organo amministrativo del calcio in Guatemala.
Affiliata alla FIFA dal 1946 e alla CONCACAF dal 1961, essa è responsabile della gestione del campionato di calcio e della nazionale di calcio dello stato centroamericano.